# La Vie parisienne (film, 1995)
Pour les articles homonymes, voir La Vie parisienne (homonymie).
Pour plus de détails, voir Fiche technique et Distribution.
La Vie parisienne est un film français réalisé par Hélène Angel et sorti en 1995.

## Fiche technique
- Titre : La Vie parisienne
- Réalisation : Hélène Angel
- Scénario : Hélène Angel
- Photographie : Isabelle Razavet
- Son : Olivier Mauvezin
- Montage : Sophie Delaage
- Production : Why Not Productions
- Pays d'origine :  France
- Durée : 38 minutes
- Date de sortie : France - 1995

## Distribution
- Valérie Bonneton
- Marianne Groves
- Guilaine Londez
- Maeva Schlienger
- Yvon Back
- Claire Hammond
- Samir Guesmi
- Pascal Demolon
- Stanislav Fedossof
- Bernard Blancan
- Jean-Claude Janer
- Julie Brochen

## Distinctions
- Grand prix au Festival de Brest 1995
- Prix du jury de la presse au Festival international de Dunkerque 1995
- Prix du jeune réalisateur au Festival de Clermont-Ferrand 1995